# Aeroportul Regional Salina
Aeroportul Regional Salina (IATA: SLN, ICAO: KSLN, FAA LID: SLN) este un aeroport din Kansas, Statele Unite ale Americii ce deservește zona Salina⁠(d). Aeroportul a fost tranzitat în 2019 de 32.052 de pasageri. A fost numit după zona deservită.
Situat la o altitudine de 393 m, aeroportul dispune de 4 piste.

## Infrastructură

### Piste
Aeroportul dispune de 4 piste: 
- pista 04/22 din asfalt, cu dimensiunile 3.648 picioare × 75 picioare
- pista 12/30 din asfalt, cu dimensiunile 6.510 picioare × 100 picioare
- pista 17/35, cu dimensiunile 12.301 picioare × 150 picioare
- pista 18/36 din asfalt, cu dimensiunile 4.301 picioare × 75 picioare